# Adrian Kurek
Adrian Kurek (Grudziądz, 29 marzo 1988) è un ex ciclista su strada polacco, professionista dal 2012 al 2021.

## Palmarès
- 2011 (Océane Cycle Poitevin)

Trophée des Champions
3ª tappa Tour de Gironde (Saint-Pierre-d'Aurillac > Villenave-d'Ornon)
- 2014 (CCC Polsat Polkowice, una vittoria)

2ª tappa Tour of Estonia (Tartu > Tartu)
- 2015 (CCC Sprandi Polkowice, due vittorie)

3ª tappa Małopolski Wyścig Górski (Nowy Targ > Stary Sącz)
Prologo Podlasie Tour (Czyżew-Osada, cronometro)
- 2017 (CCC Sprandi Polkowice, una vittoria)

Campionati polacchi, Gara in linea
- 2020 (Mazowsze Serce Polski, una vittoria)

Prologo Tour of Szeklerland (Sfântu Gheorghe > Sfântu Gheorghe)

### Altri successi
- 2011 (Océane Cycle Poitevin)

Classifica sprint Tour de Pologne (con la Nazionale polacca)
- 2012 (Utensilnord)

Classifica sprint Tour de Pologne
- 2014 (CCC Polsat Polkowice)

1ª tappa Dookoła Mazowsza (Nowy Dwór Mazowiecki, cronosquadre)
- 2015 (CCC Sprandi Polkowice)

1ª tappa, 2ª semitappa Settimana Internazionale di Coppi e Bartali (Gatteo a Mare > Gatteo, cronosquadre)
- 2017 (CCC Sprandi Polkowice)

1ª tappa, 2ª semitappa Settimana Internazionale di Coppi e Bartali (Gatteo a Mare > Gatteo, cronosquadre)
- 2018 (CCC Sprandi Polkowice)

3ª tappa, 1ª semitappa Sibiu Cycling Tour (Cisnădie > Sibiu, cronosquadre)

## Piazzamenti

### Classiche monumento
- Milano-Sanremo

2015: 134º
2016: 173º
- Giro delle Fiandre

2016: 102º

### Competizioni mondiali
- Campionati del mondo

Innsbruck 2018 - Cronosquadre: 9º